# Filialkirche Fahrafeld

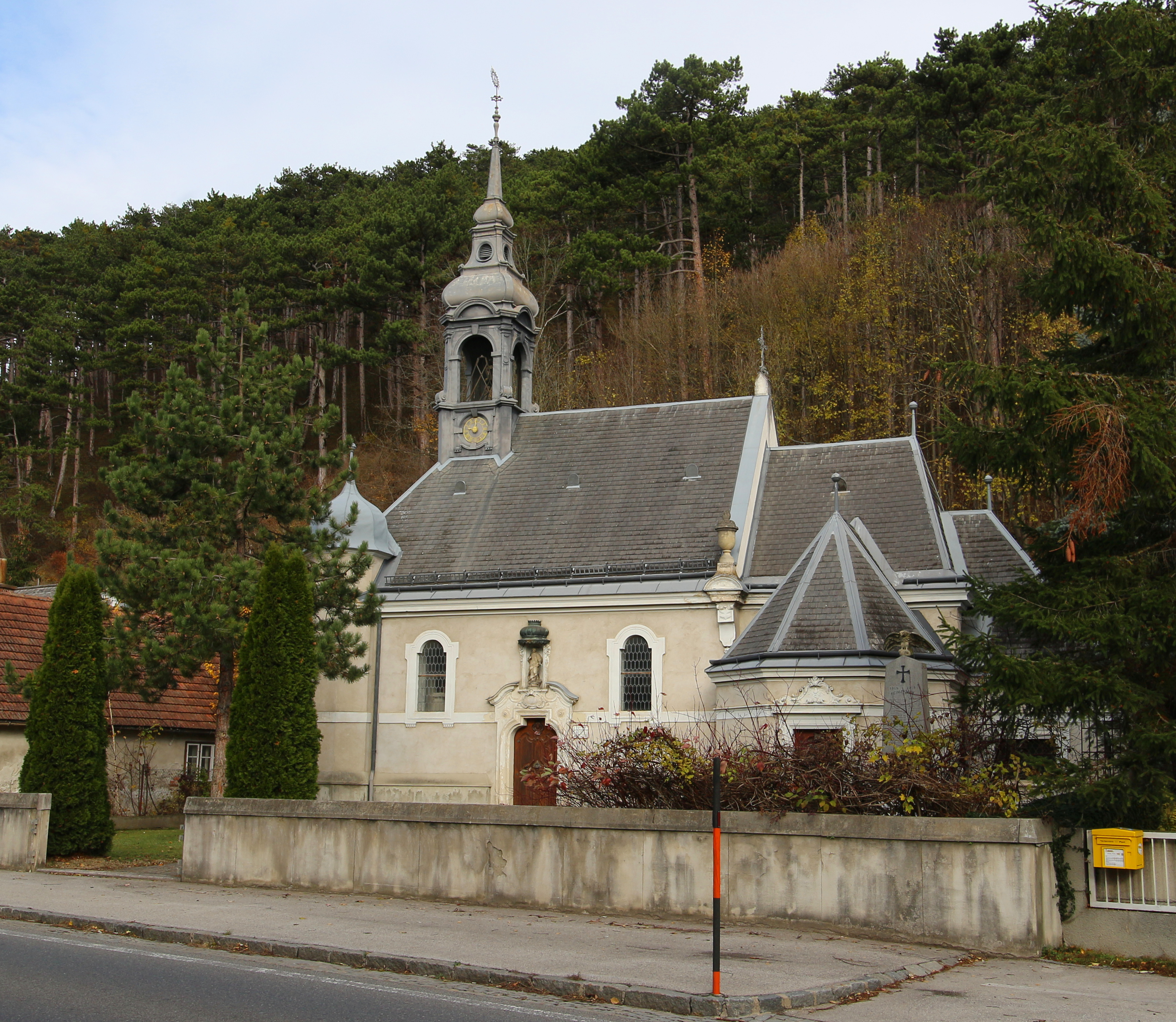
Außenansicht der Filialkirche Fahrafeld

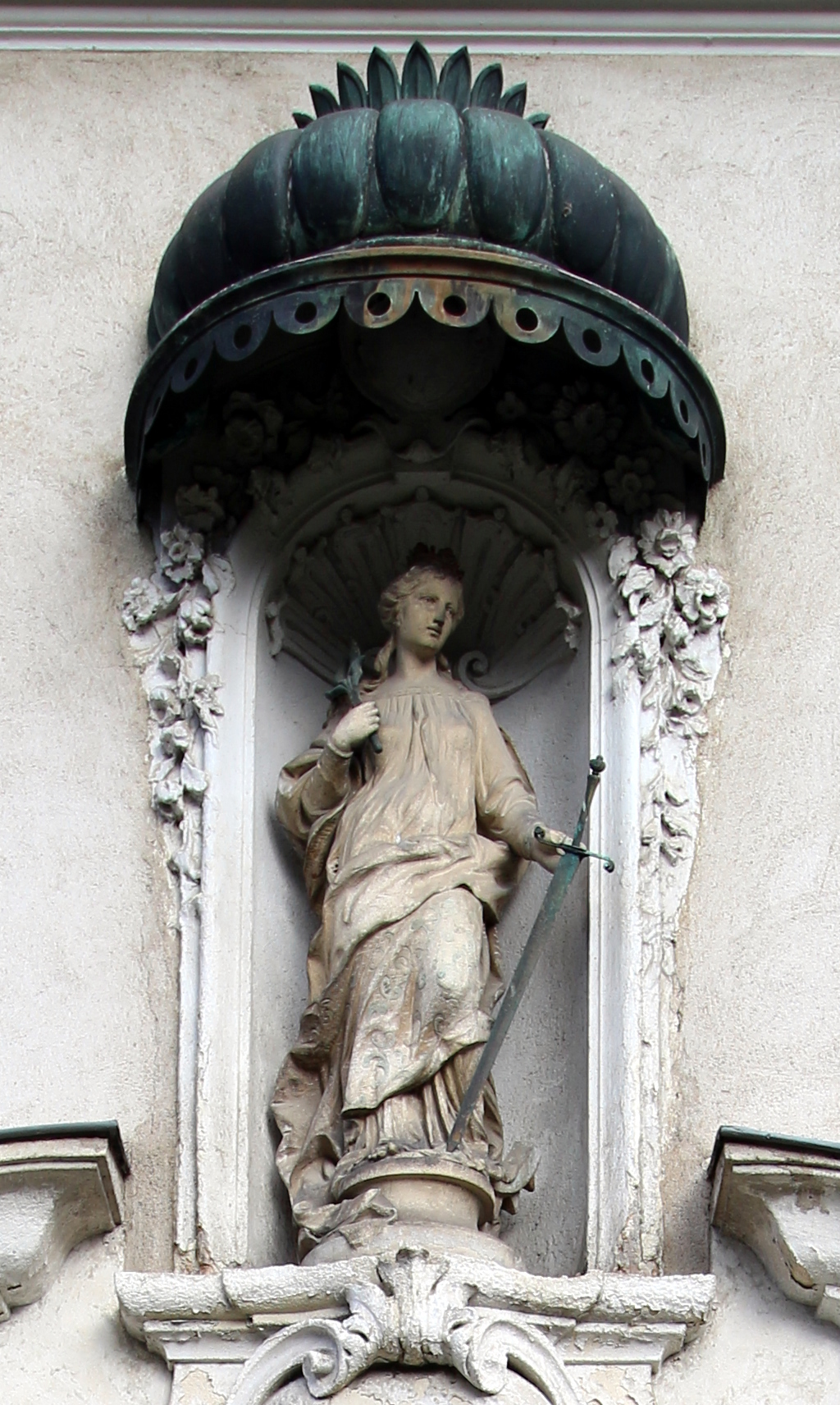
Statue der hl. Katharina über dem Kirchenportal

Die römisch-katholische Filialkirche Fahrafeld befindet sich an der Hainfelder Straße in Fahrafeld, einer Ortschaft in der niederösterreichischen Gemeinde Pottenstein. Der heiligen Katharina geweiht, ist sie der Pfarre und dem Dekanat Pottenstein unterstellt.

## Geschichte
Urkundlich wurde 1434 eine Kapelle in Fahrafeld erwähnt, die dem Machtbereich von Herzog Albrecht II. zugeschrieben war. Diese wurde bei der Zweiten Wiener Türkenbelagerung 1683 von den Türken zerstört und 1688  wiederaufgebaut. Da die Kapelle baufällig wurde, renovierte Max von Ferstel 1888/89 im Auftrag der Gräfin Anastasia von Wimpffen, einer Tochter von Simon von Sina, die Kirche und baute sie teilweise um. 1974/75 erfolgte eine weitere Renovierung, nachdem sie zuvor der Pfarre Pottenstein geschenkt worden war. Die letzte Renovierung der Kirche erfolgte 1999.

## Beschreibung
Der Sakralbau ist ein einfacher barocker Bau mit einem rechteckigen Langhaus, einem gezogenen Chor und anschließender Sakristei.
Das Hochaltarbild stellt Jesus am Kreuz dar und ist eine Stiftung von Kaiser Karl VI. (1685–1740).